# Antena Yagi

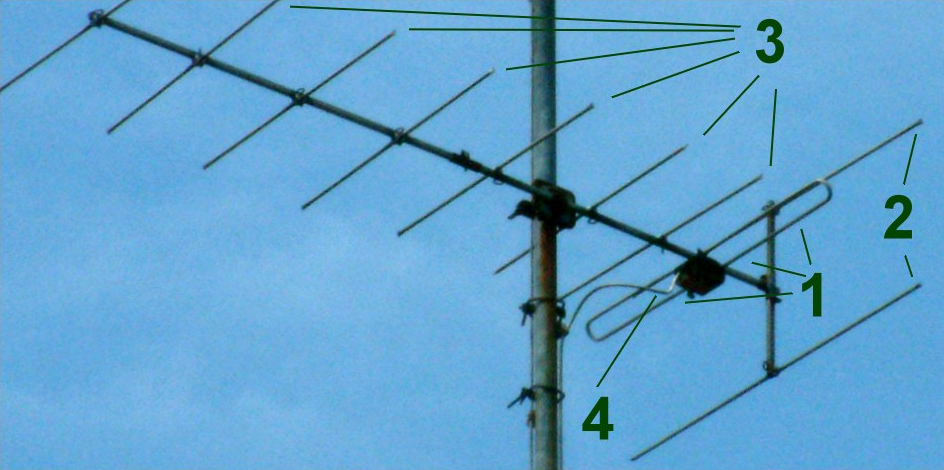
Antena typu Yagi ustawiona do odbioru kanałów nadawanych w polaryzacji poziomej, 1-wibrator, 2-reflektor, 3-direktor, 4-kabel doprowadzający sygnał

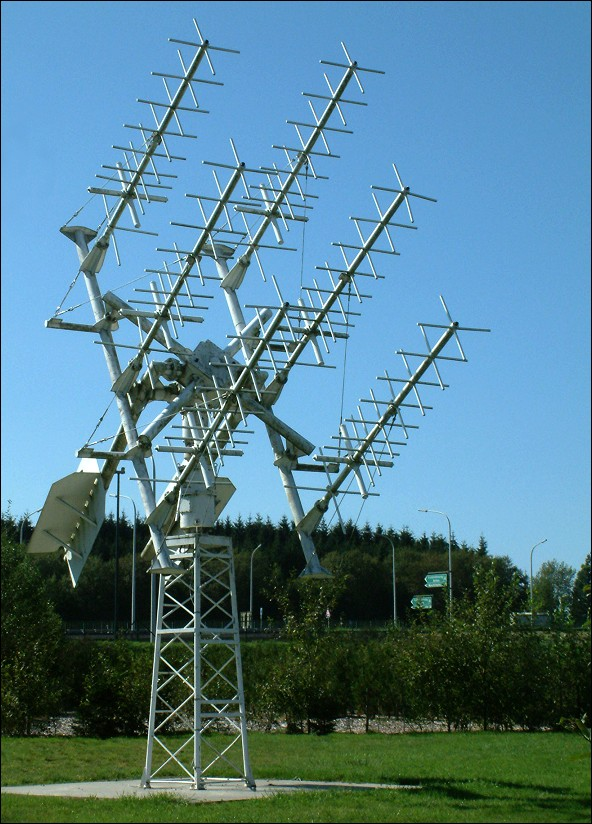
Zespół sześciu krzyżowych anten typu Yagi do łączności z satelitami w paśmie 136–138 MHz

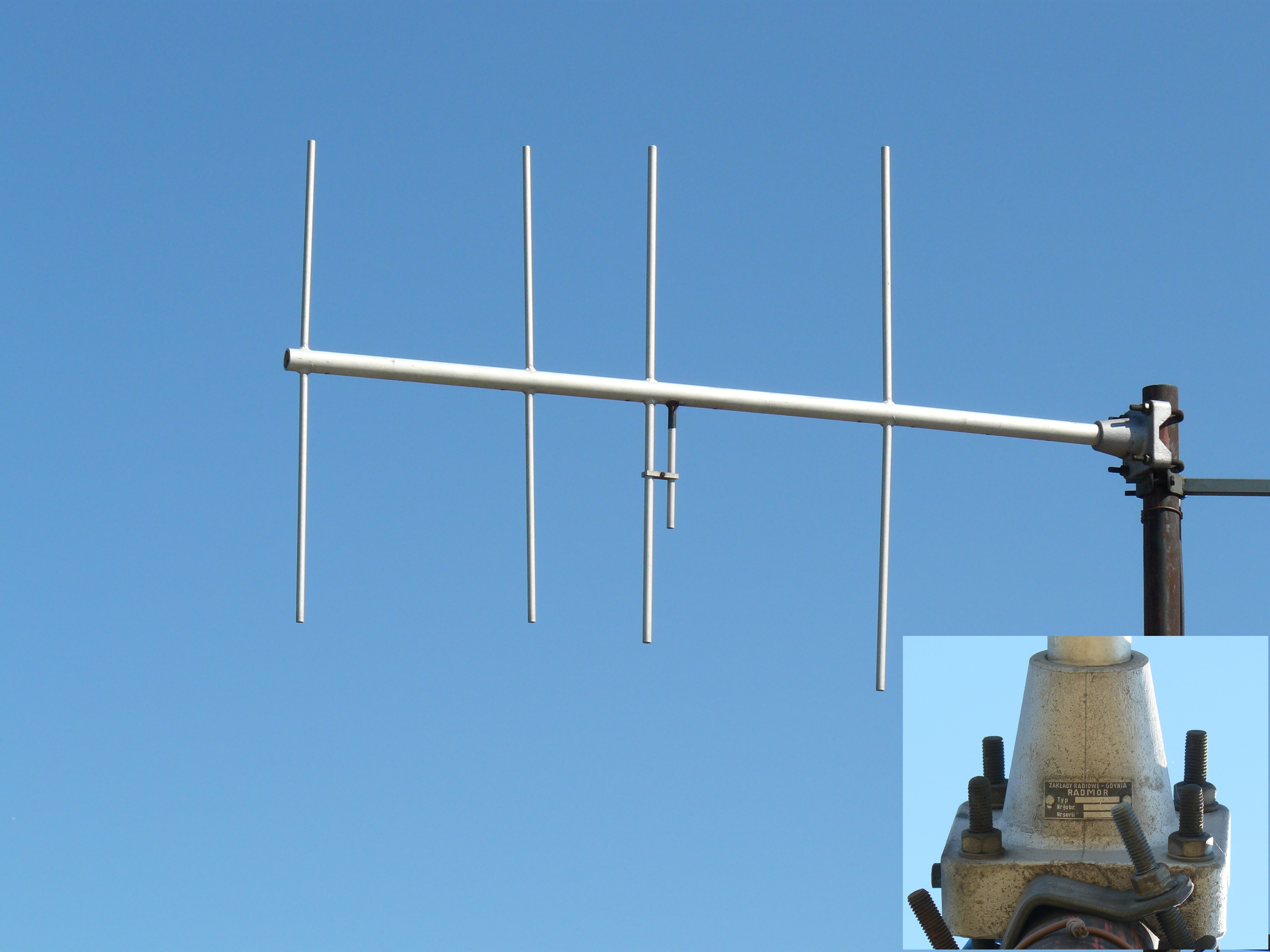
Antena kierunkowa, producent Radmor Gdynia

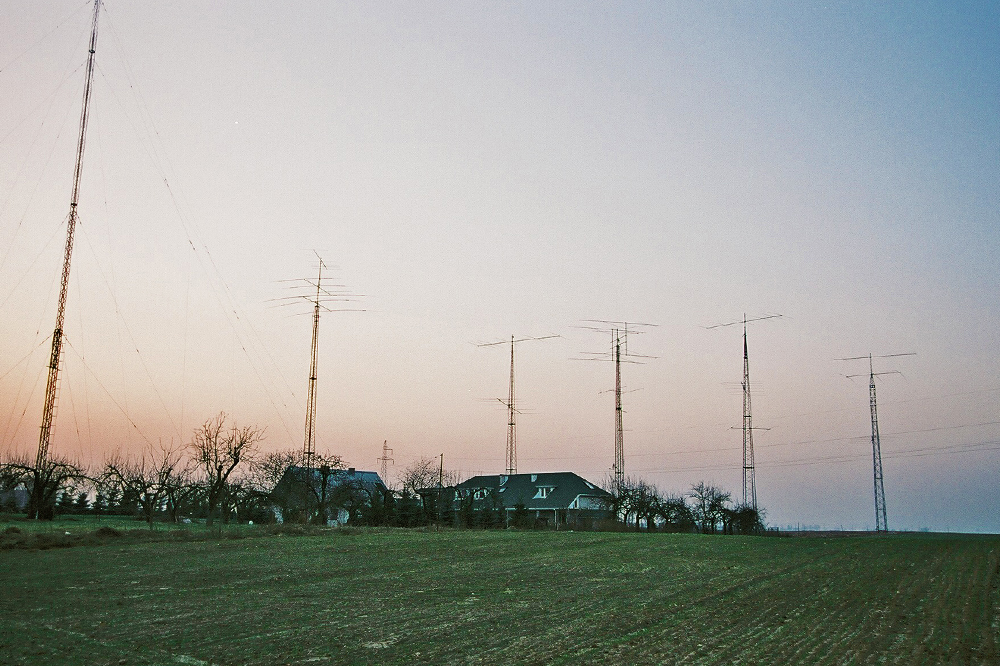
Duże anteny KF i UKF amatorskiej radiostacji SP2FAX koło Bydgoszczy.

Antena Yagi, właśc. antena Yagi-Uda (jap. 八木・宇田アンテナ Yagi-Uda antena) – antena kierunkowa opracowana przez Hidetsugu Yagi i Shintarō Uda z Uniwersytetu Tohoku w Sendai w Japonii.

## Historia
W latach dwudziestych XX wieku Shintarō Uda, profesor Cesarskiego Uniwersytetu Tohoku, opracował we współpracy z inżynierem Hidetsugu Yagi, również pracownikiem tego uniwersytetu, nowy typ anteny kierunkowej nazwanej kanałem falowym. Chociaż głównym pomysłodawcą i konstruktorem anteny był profesor Uda, to Hidetsugu Yagi, który posługiwał się językiem angielskim opublikował w 1928 roku w prasie zachodniej informacje o tym wynalazku, dlatego to właśnie z jego nazwiskiem połączono ten rodzaj anteny. Pomimo wielokrotnego podkreślania przez inżyniera Yagi, że pomysłodawcą był profesor Uda, do dziś antena ta jest nazywana Yagi lub Yagi-Uda.
W lutym 1926 opatentowano antenę w Japonii, a amerykański patent został wydany w maju 1932. Anteny Yagi-Uda znalazły szerokie zastosowanie w komunikacji amatorskiej, łączności cyfrowej, telewizji i radiofonii.

## Budowa i zasada działania
Antena Yagi-Uda zbudowana jest z wielu elementów, ma charakterystykę kierunkową i polaryzacyjną zgodną z ustawieniami jej elementów (poziomą lub pionową). Głównym elementem anteny jest dipol (wibrator) prosty, pętlowy lub bocznikowy o długości równej połowie długości fali, podłączony do przewodu antenowego. Pozostałe elementy anteny nie są podłączone, dlatego nazywa się je elementami biernymi. Pręty od strony odbiorczej mają mniejszą długość od wibratora i noszą nazwę direktorów (ang. direct), gdyż ukierunkowują energię z wibratora w swoją stronę. Natomiast pręt z przeciwnej strony, dłuższy od wibratora, nazywany jest reflektorem, ponieważ odbija on energię w stronę elementu aktywnego. Liczba direktorów ma wpływ na kierunkowość oraz na zysk energetyczny anteny (im więcej direktorów tym większy zysk i większa kierunkowość – czyli węższa wiązka promieniowania), przy czym wzrost kierunkowości nie jest liniowy. Zmiana odległości między elementami powoduje zmianę charakterystyki promieniowania, impedancji wejściowej oraz stosunku przód-tył (ang. front-to-back ratio). Optymalne odległości pod względem kierunkowości anteny wynoszą 0,15-0,25λ między reflektorem i wibratorem oraz między direktorami. Direktory są krótsze o 5%, a reflektory dłuższe o 5% od wibratora. Antena konstrukcji SP6LB o 9 elementach na pasmo 2 m (popularna w Polsce) ma zysk około 12 dBd.
Zasada działania wygląda tu następująco: element aktywny anteny wytwarza w przestrzeni falę kulistą. Fala rozchodzi się wzdłuż anteny z mniejszą prędkością fazową niż w powietrzu. Kuliste powierzchnie ekwifazowe ulegają spłaszczeniu w kierunku direktorów, ponieważ część powierzchni ekwifazowej rozchodząca się w powietrzu dogania fragment powierzchni rozchodzący się wzdłuż anteny. Po opuszczeniu anteny czoło fali jest bardziej podobne do płaszczyzny i jest powodem zwiększenia kierunkowości anteny.

## Zastosowanie
Pierwsze zastosowanie anten typu Yagi miało miejsce podczas II wojny światowej w urządzeniach radarowych montowanych na pokładach samolotów bojowych, głównie myśliwców nocnych i samolotów rozpoznawczych. Anten radarowych typu Yagi używano między innymi na pokładach niemieckich samolotów Junkers Ju 88, brytyjskich nocnych myśliwcach Bristol Beaufighter i Short Sunderland. Początkowo montowano anteny głównie na dziobach maszyn, a później także na bokach kadłuba, co było powodem nadania, przez pilotów niemieckich, tak wyposażonym maszynom nazwy latających jeżozwierzy.
Obecnie anteny te znalazły szerokie zastosowanie głównie do odbioru fal o długościach metrowych, decymetrowych, między innymi w odbiorze telewizji, radiowych sieciach lokalnych, a także w telekomunikacji. Antena stosowana jest m.in. do łączenia punktu dostępu oraz anteny głównej w sieciach radiowych. Są powszechnie stosowane przez krótkofalowców w pasmach 6 m (50–52 MHz), 2 m (144–146 MHz) i 70 cm (430–440 MHz).